# Теліжинці (Білоцерківський район)
Телі́жинці — село в Україні, в Тетіївській міській громаді Білоцерківського району Київської області. Розташоване на обох берегах річки Роська (притока Росі) за 9 км на південний захід від міста Тетіїв. Населення становить 842 особи (станом на 1 липня 2021 року).

## Історія
Виникло в середині XVI ст. За переказами якийсь Тель, який володів цими землями, наймав на роботу людей. Їх називали Телеві женці. Звідси назва села — Теліжинці.
Ґрунти села родючі, чорноземні. Рельєф земель переважно рівнинний з незначними підвищеннями. З південного заходу на схід протікає річка Роська, по обидва боки якої розташоване село. Річка мілководна, неширока з повільною течією. На захід від села тягнеться "чорний" ліс.
За малоймовірними переказами на місці села колись було грецьке поселення, розорене татарами. В 1844 році випадково біля церкви була викопана посудина стародавньої грецької форми в якій знаходились останки спалених людських кісток. За один кілометр від Теліжинець на правому березі річки Роськи помітні сліди стародавнього замку. За місцевими легендами та переказами це залишки стародавнього грецького міста.
З 1724 року при діючій Теліжинецькій церкві відкрито приходське училище для дітей селян.
У 1726 році Теліжинці належали разом з селом Човновиця поміщику Визицькому, каштеляну Волинському, стольнику Пінському, а з 1738 року його дружині.
В 1789 році тут побудована церква, дубова з трьома куполами. Після 1832 року це державне казенне село.
У 1932 комуністи вдалися до масового терору голодом, жертвами якого стали близько 700 осіб (до третини села).
На даний час(коли?) в селі працюють три магазини та три кіоски, відділення зв'язку, сільська рада. Нещодавно відкрилася Амбулаторія загальної практики сімейної медицини. Є загальноосвітня школа І-ІІІ ступенів, у якій навчається 120 дітей, будинок культури, автоматична телефонна станція, дитячий садочок «Дзвіночок», де виховується 25 дітей.
Станом на 1.01.2007 року працювало — 250 осіб, пенсіонерів — 420, безробітних — 35.
Промисловий потенціал населеного пункту у 2007 році складали два малих підприємства з переробки продукції сільського господарства.
В населеному пункті налічується п'ять сільськогосподарських підприємств: СФГ «Нива», МПП «Агротек», СФГ «Теліжинці», ФГ «Агростар», ПП «Агросистема-плюс». Дані сільськогосподарські формування головним чином вирощують зернові культури, на умовах оренди землі і земельних паїв. Із загальної кількості землі 3017 га, розпайована 1728,І га. Громадянами отримано 602 сертифікати на право власності на земельну частку (пай). Решта землі складає: землі запасу 239 га, лісове господарство 176,7 га, земля під водним плесом 44,5 га. Сорок п'ять власників паїв користуються землею одноосібно на площі 128,14 га.

## Населення

### Мова
Розподіл населення за рідною мовою за даними перепису 2001 року:
| Мова       | Кількість | Відсоток |
| ---------- | --------- | -------- |
| українська | 972       | 98.68%   |
| російська  | 13        | 1.32%    |
| Усього     | 985       | 100%     |

## Відомі люди
- Авакум Корнійович Заєць — український священник, протоієрей, фундатор УАПЦ на Нікопольщині;
- Бондар Василь Васильович — прозаїк;
- Василенко Григорій Кирилович — український економіст та історик, професор. Опублікував свої історичні праці «Руси» (1990) та «Велика Скіфія» (1991);
- Драч Іван Федорович (1936—2018) — український поет, перекладач, кіносценарист, драматург, державний і громадський діяч;
- Сенюк Олексій Олександрович (1974—2022) — український військовослужбовець, головний сержант ЗСУ, учасник російсько-української війни, Герой України;
- Шевчук Василь Федорович (1937—2018) — український майстер з художньої обробки дерева.

## Галерея

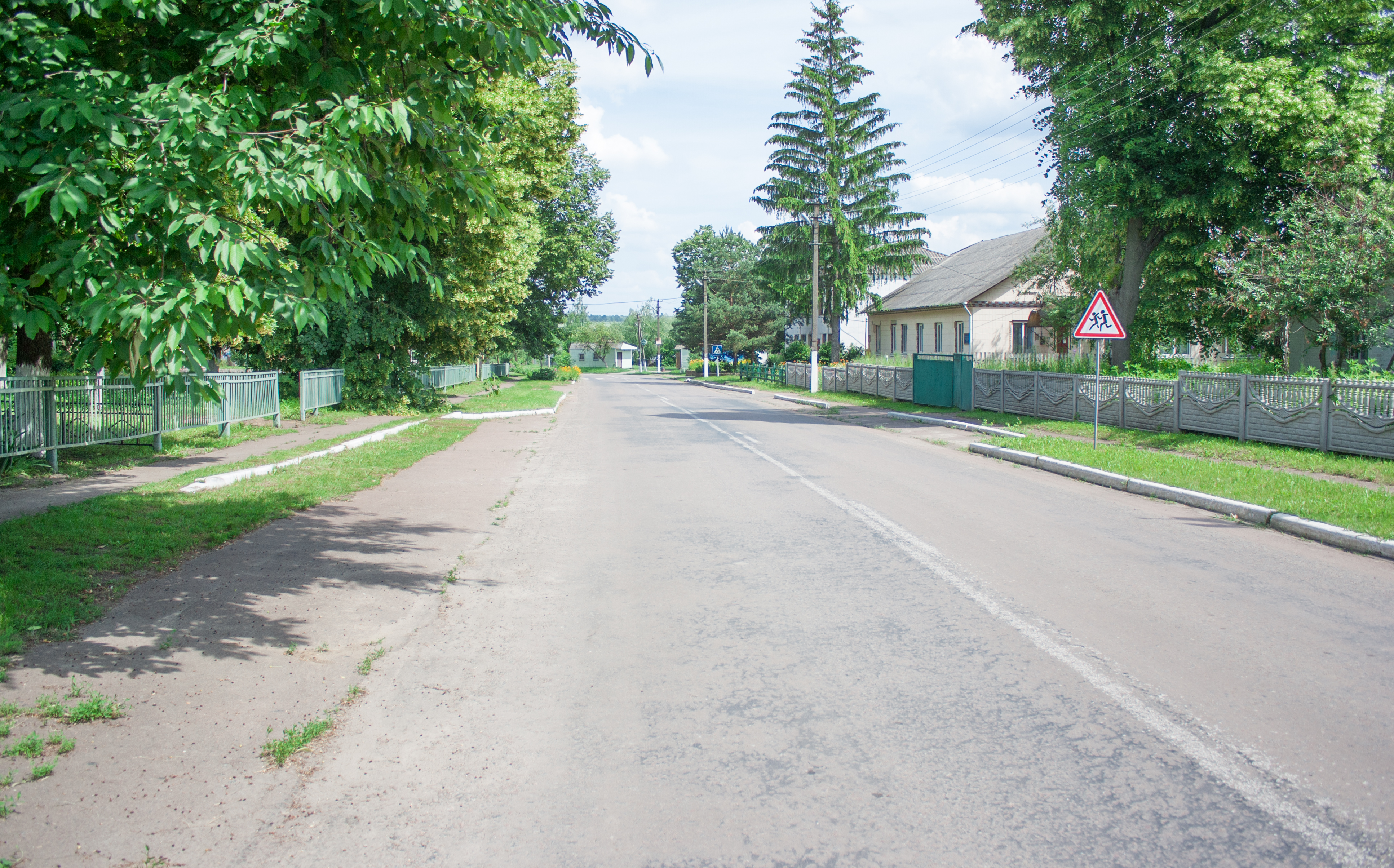
Вулиця Перемоги
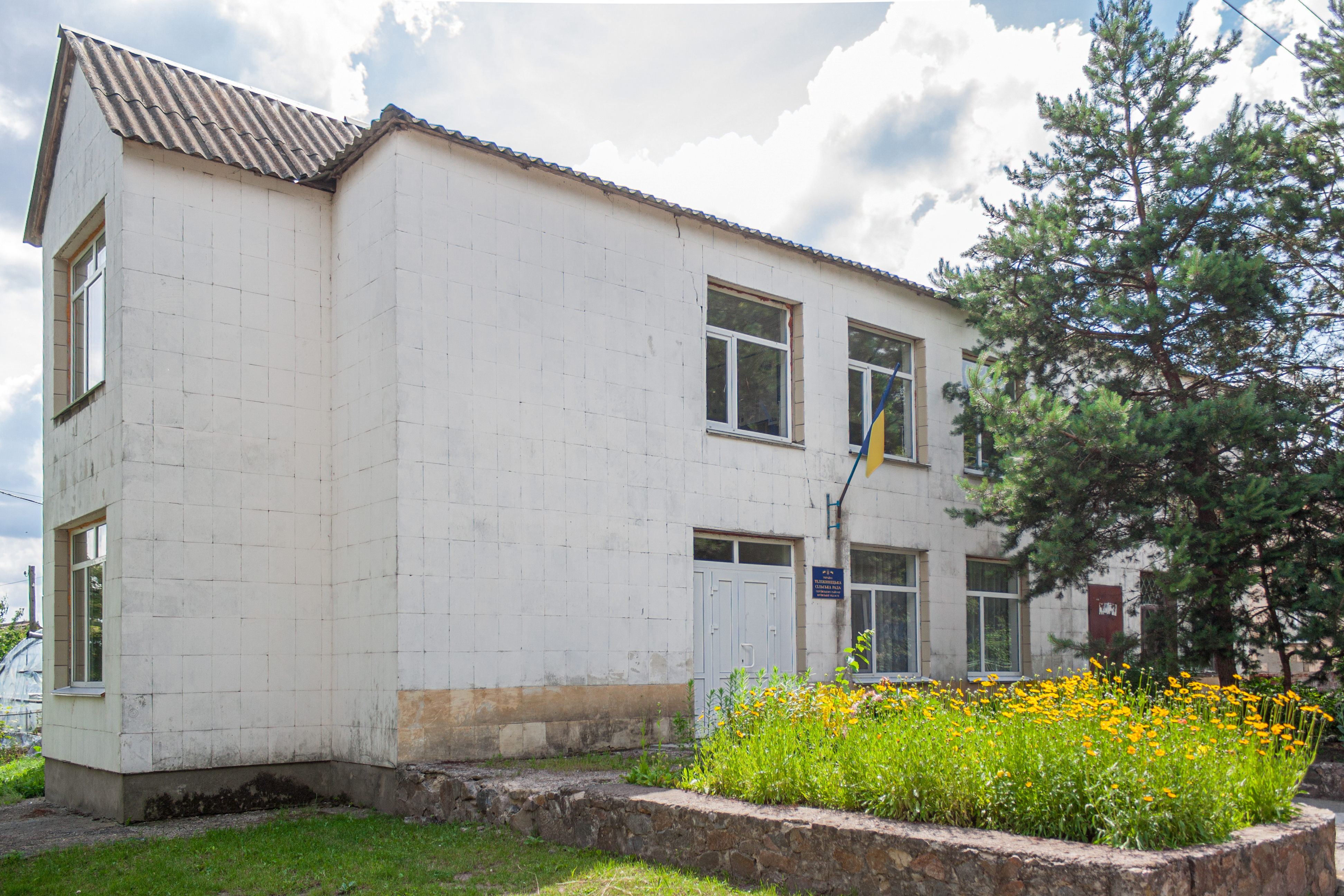
Сільська рада
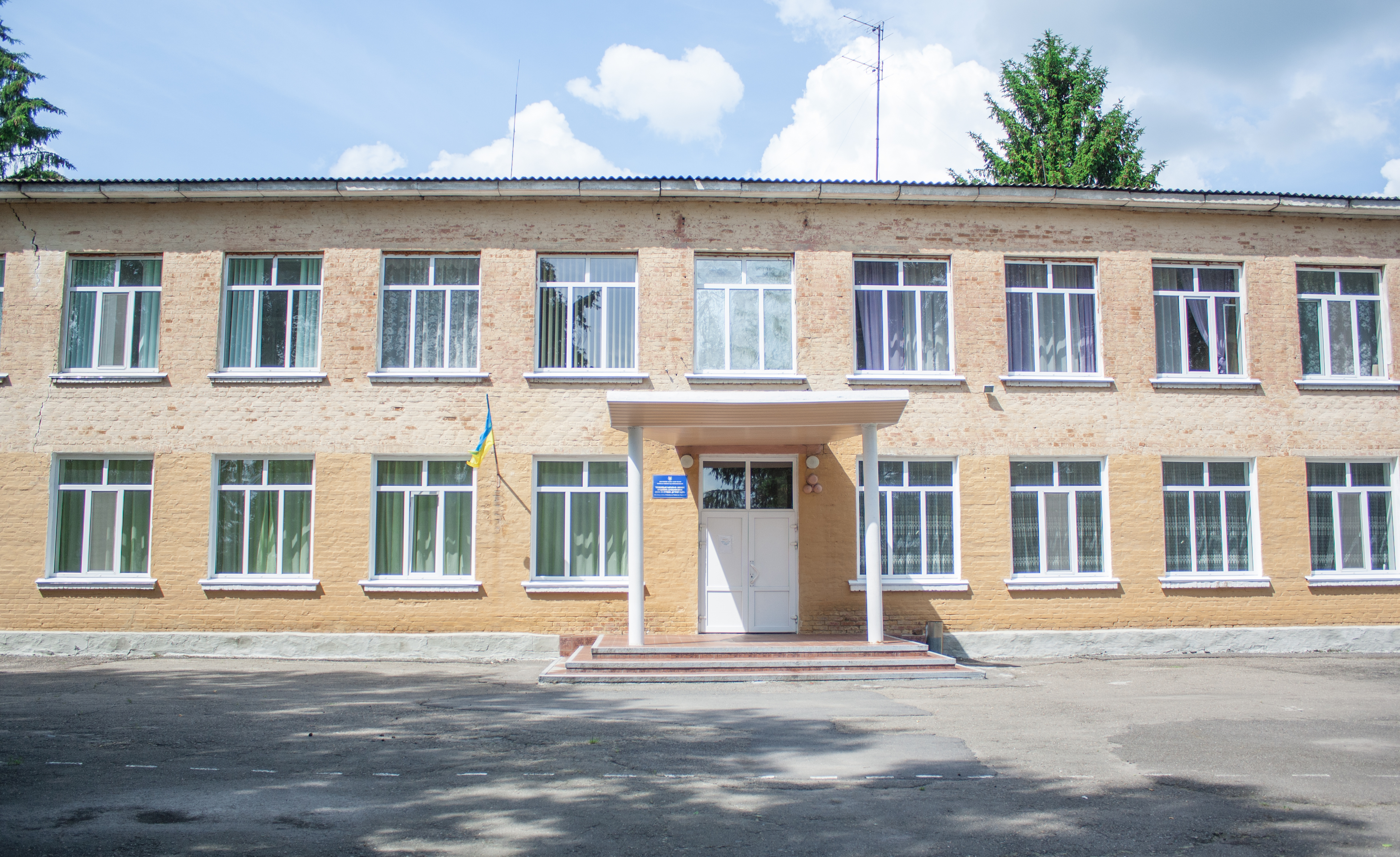
Школа
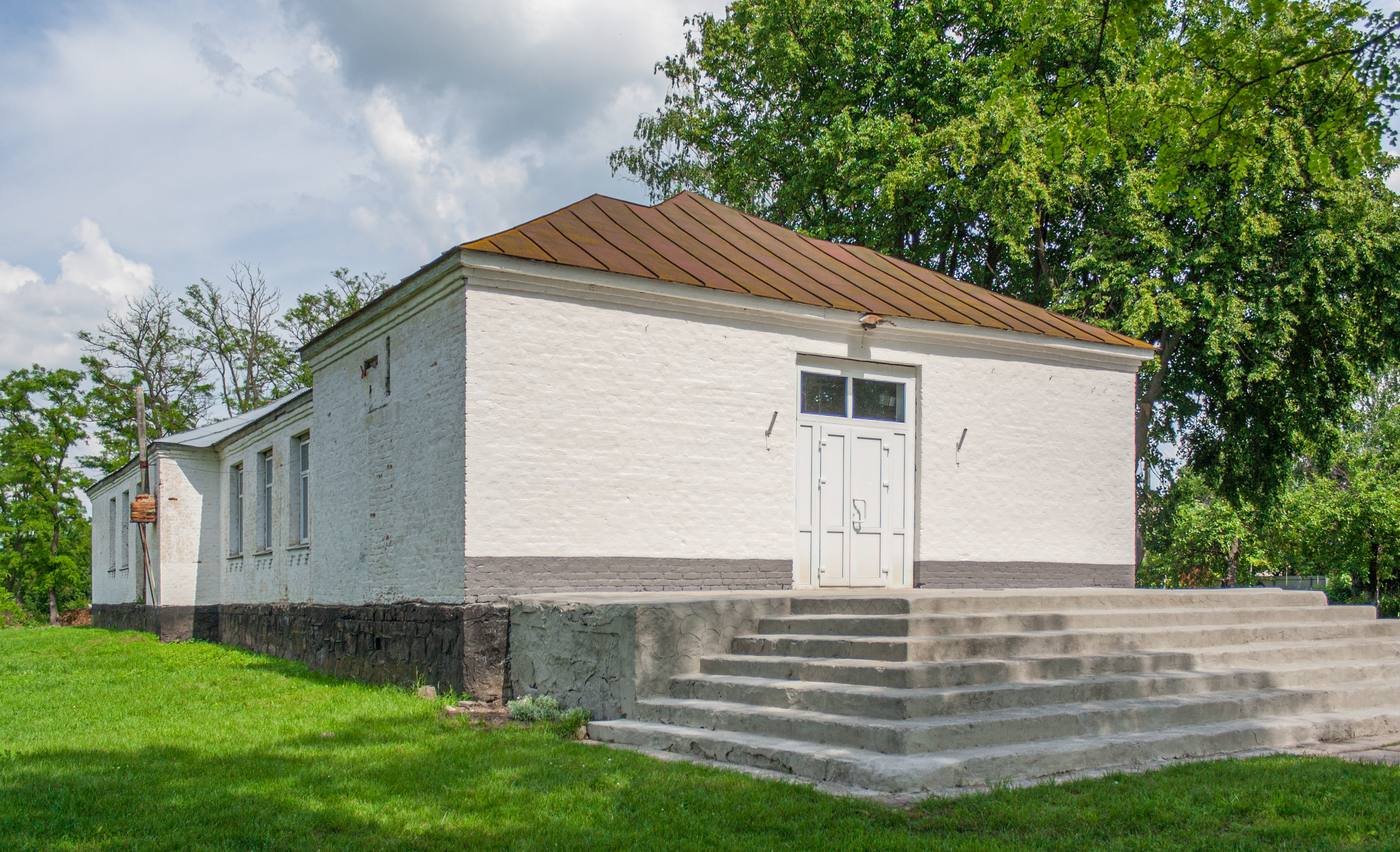
Будинок культури
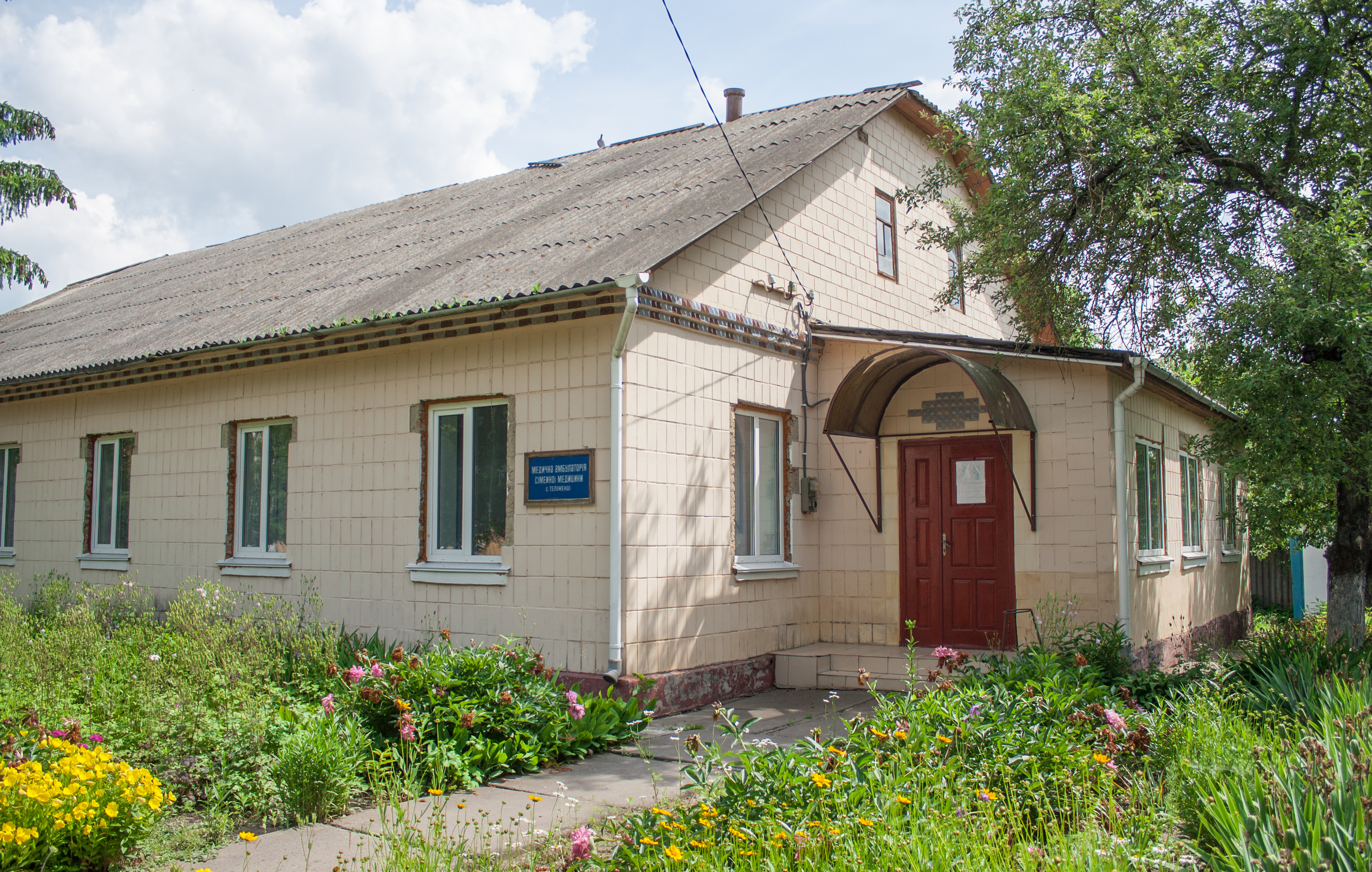
Амбулаторія
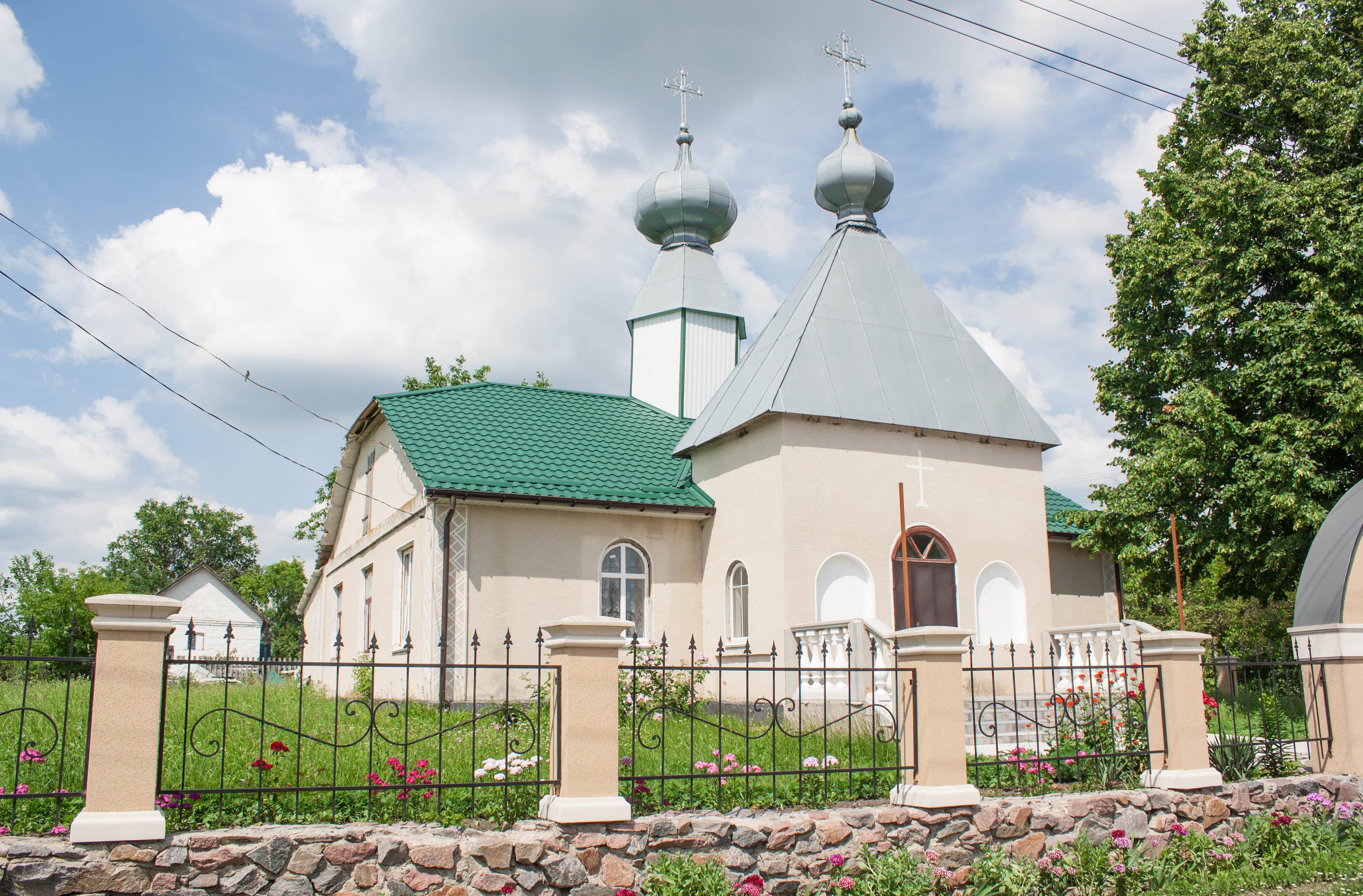
Церква
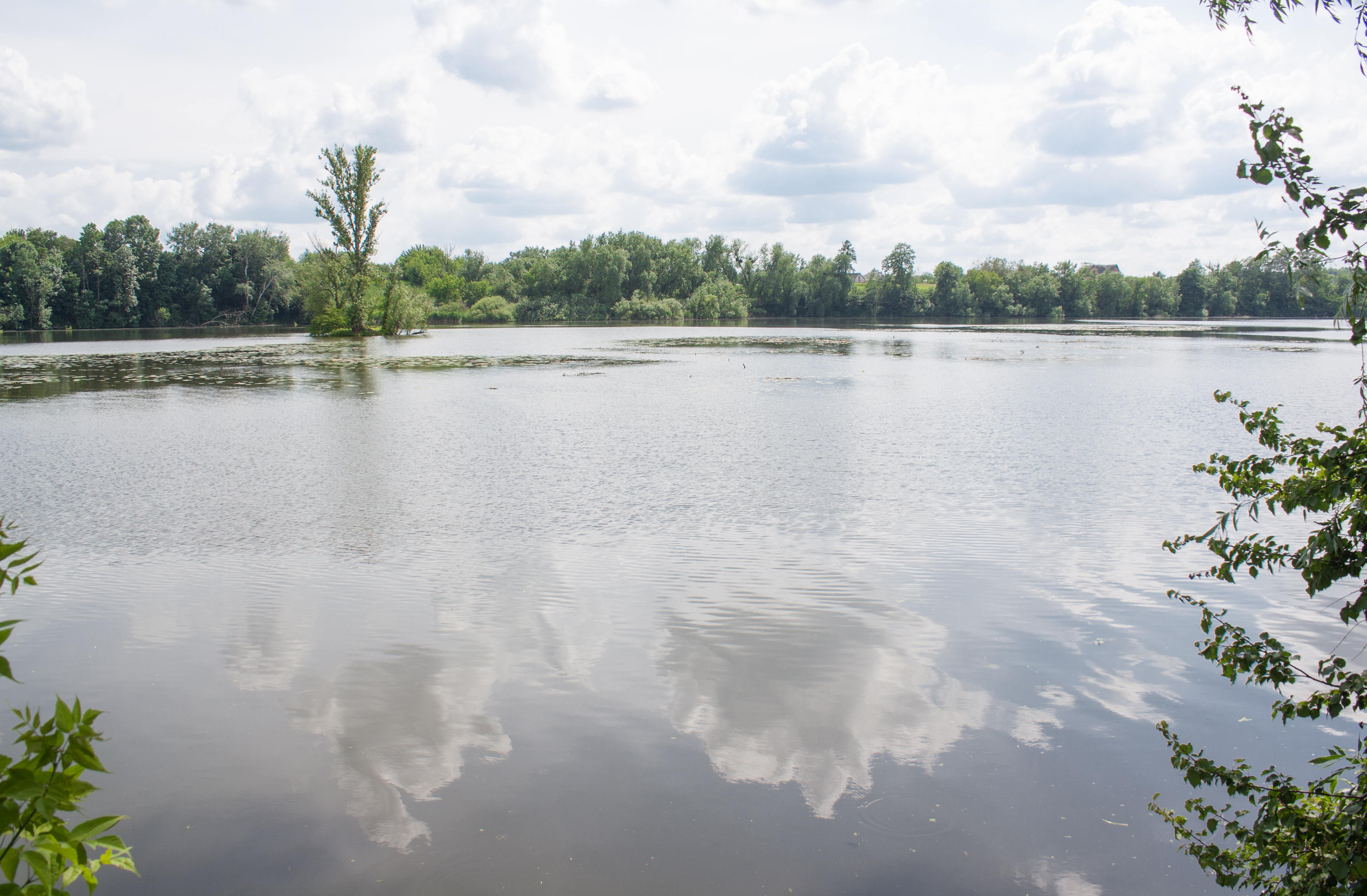
Ставок на річці Роська
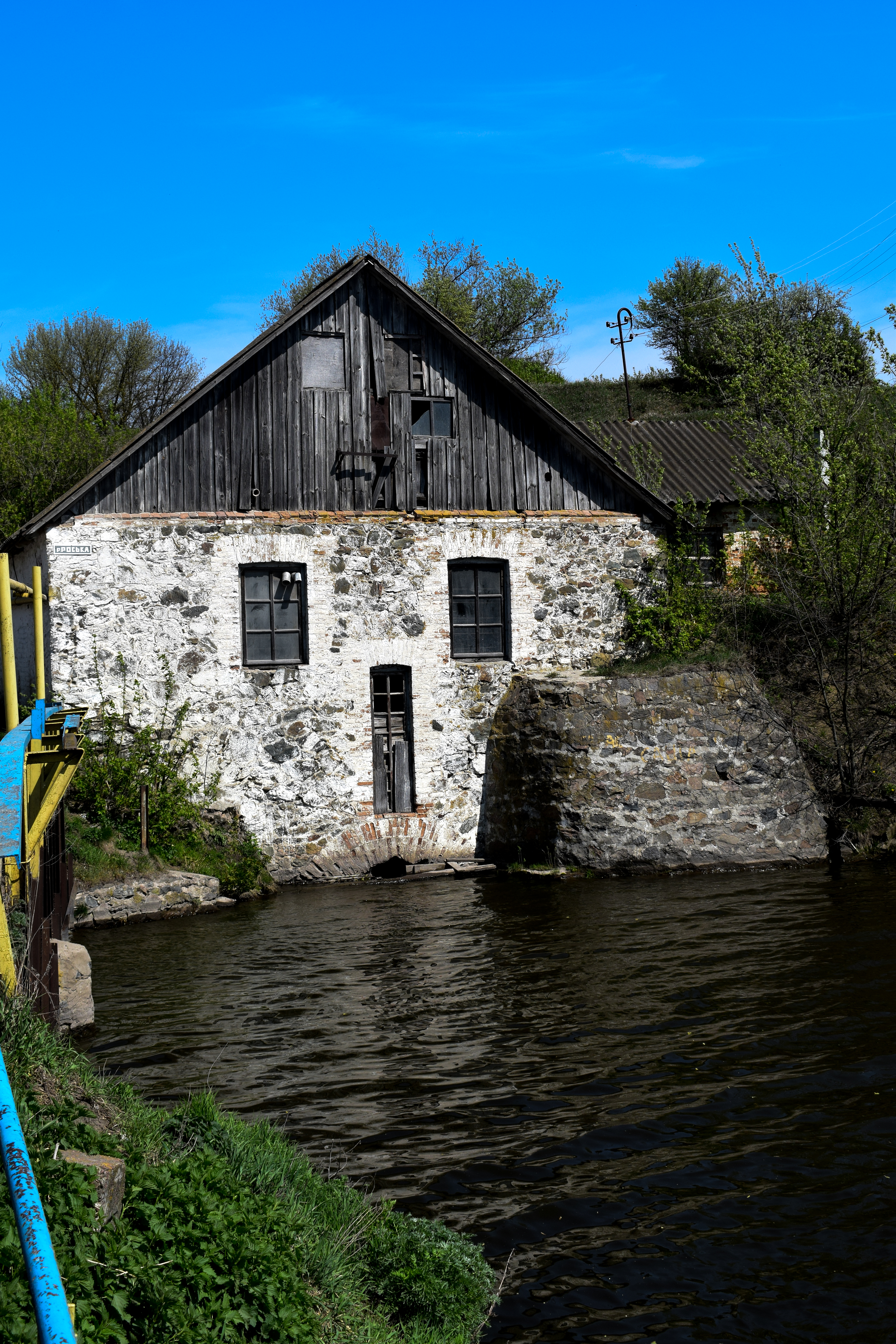
Млин
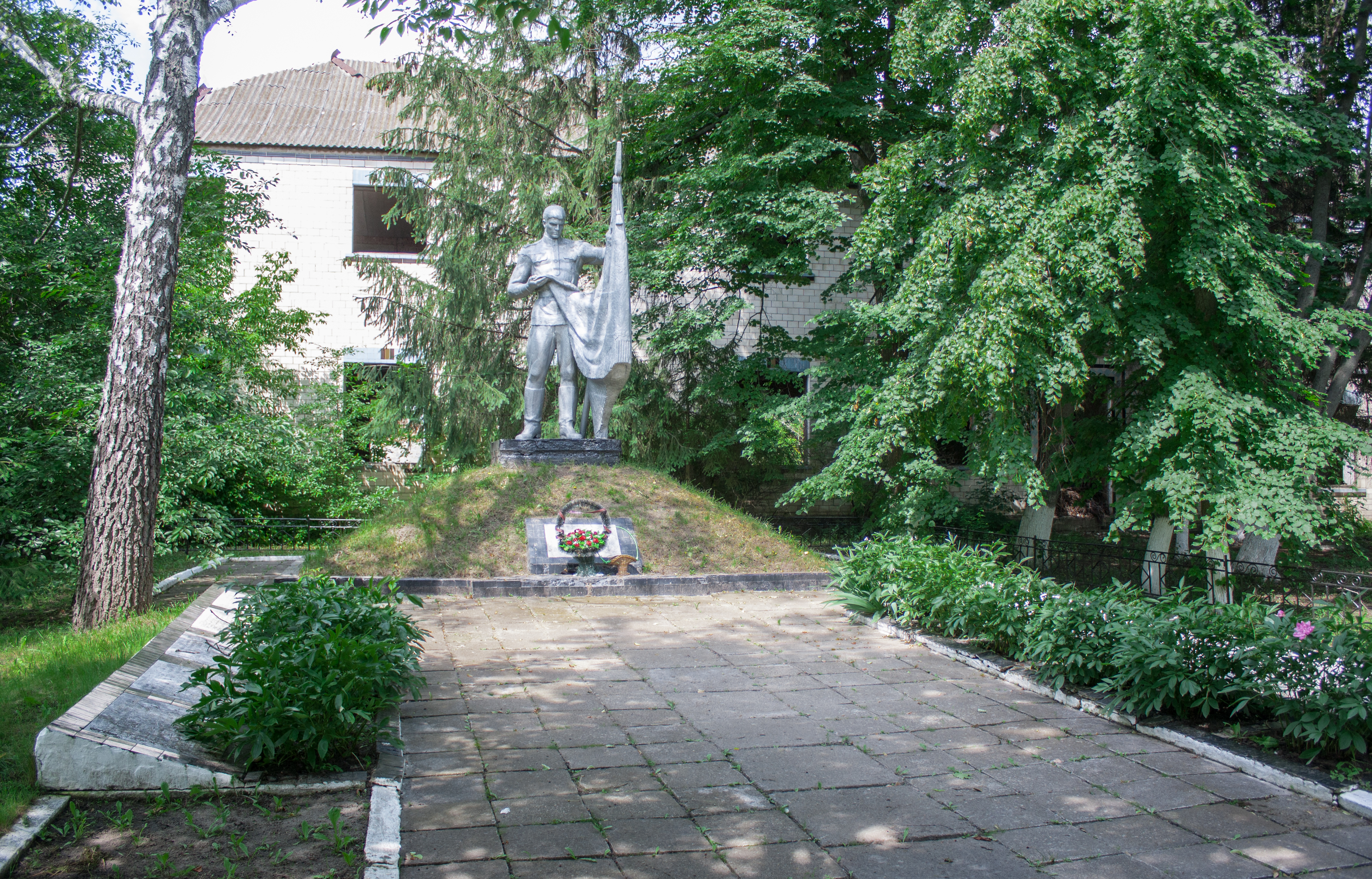
Пам'ятник воїнам-односельцям,
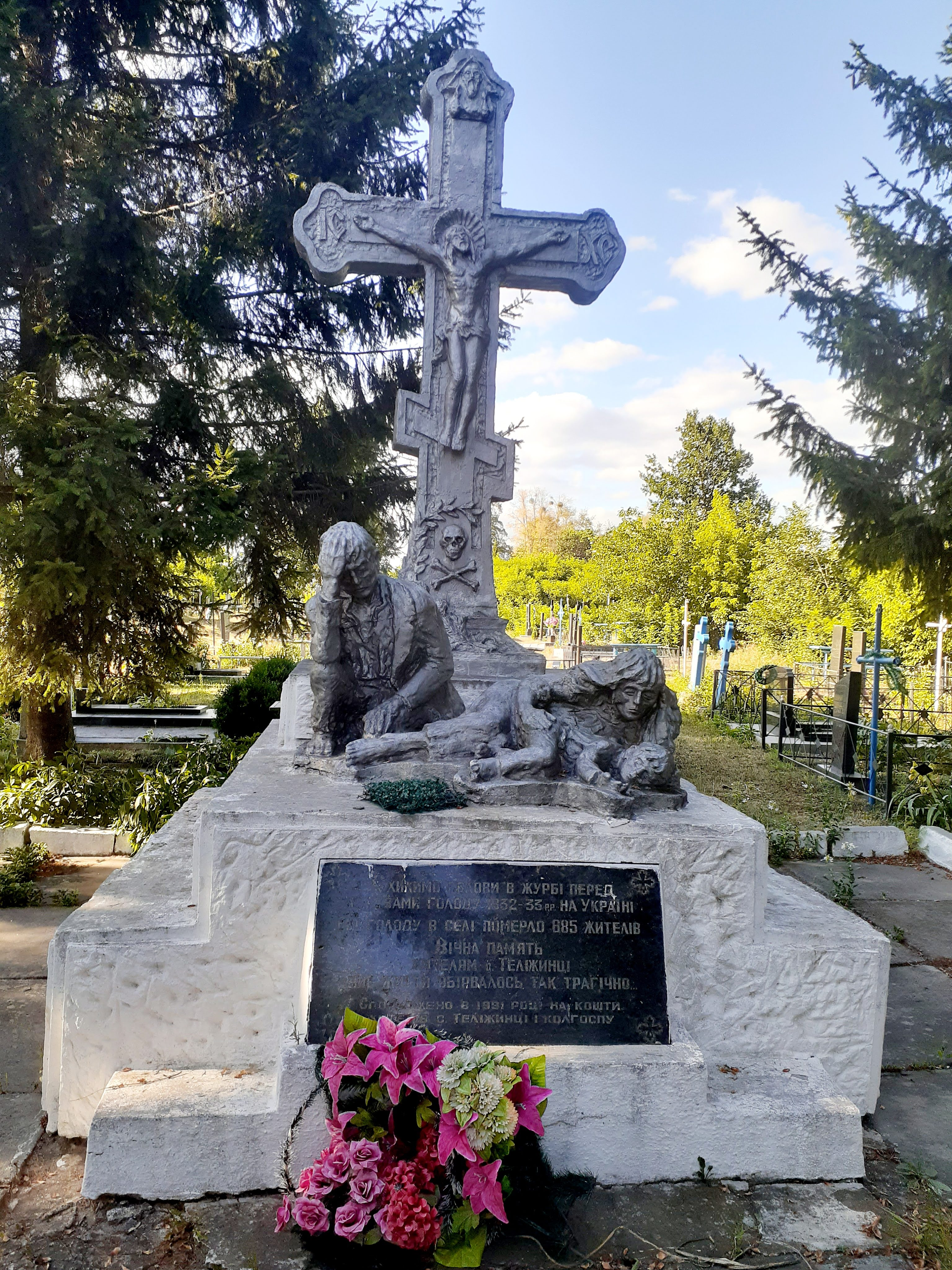
Пам'ятний знак жертвам Голодомору